# レア&アンリリースド・レコーディングス
『レア&アンリリースド・レコーディングス』（原題：Rare & Unreleased Recordings from the Golden Reign of the Queen of Soul）は、アメリカ合衆国の歌手アレサ・フランクリンが2007年に発表したコンピレーション・アルバム。

## 背景
フランクリンがアトランティック・レコードに所属していた時代のデモ録音、アウトテイク、シングルB面曲、既発の曲の別テイクが集められており、35曲中30曲は、本作が初出となる未発表音源である。冒頭の3曲は、アトランティック移籍後の初セッションに当たるデモ録音で、フランクリン自身がピアノも弾き、ベーシストとドラマー（名前は記録されていない）を従えた編成で演奏され、3曲目の「スウィート・ビター・ラヴ」（ヴァン・マッコイのカヴァー）は、フランクリンが過去にコロムビア・レコードで録音した曲の再演である。

## 反響・評価
アメリカでは総合アルバム・チャートのBillboard 200には入らなかったが、『ビルボード』のR&Bアルバム・チャートでは87位に達した。第51回グラミー賞では、本作のライナーノーツを執筆したジェリー・ウェクスラーとデヴィッド・リッツが最優秀アルバム・ノーツ賞にノミネートされた。
Richie Unterbergerはオールミュージックにおいて5点満点中3.5点を付け「ここでもフランクリンは、彼女の特徴であるソウルフルな歌を披露し、十分に満足できる」「歴史的には、冒頭3曲の1966年末のデモ録音（"I Never Loved a Man (The Way I Love You)"と"Dr. Feelgood"の初期ヴァージョンも含む）が特に興味深く、ここでは簡素なアレンジ（ボーカル、ピアノ、ベース、ドラムのみ）だが、後にジェリー・ウェクスラーの音作りにより、曲自体の力が最大限に生かされたことが示されている」と評している。また、リチャード・ウィリアムズは『ガーディアン』紙のレビューで満点の5点を付け、聴き所として「マイ・ウェイ」のカヴァーを挙げて「選曲としては不似合いである。しかし、アレサはこの曲を奇跡に近いレベルで再構築しており、教会で魂が浄化されるかのようで、安っぽいメロドラマだった原曲に新たな魅力を加味した」と評している。

## 収録曲
作詞・作曲クレジットの記載されていない楽曲は、作者不明である。

### ディスク1
1. 貴方だけを愛して - "I Never Loved a Man (The Way I Love You)" (Ronnie Shannon) - 4:04
  - 1966年11月 - 12月頃のデモ録音。
2. ドクター・フィールグッド - "Dr. Feelgood (Love Is a Serious Business" (Aretha Franklin, Ted White) - 4:42
  - 1966年11月 - 12月頃のデモ録音。
3. スウィート・ビター・ラヴ - "Sweet Bitter Love" (Van McCoy) - 5:11
  - 1966年11月 - 12月頃のデモ録音。
4. イット・ワズ・ユー - "It Was You" (James Brown) - 3:45
  - 1967年6月20日録音。
5. ザ・レター - "The Letter" - 3:37
  - 1967年6月22日録音。
6. ソー・スーン - "So Soon" (V. McCoy) - 2:46
  - 1967年6月22日録音。
7. ミスター・ビッグ - "Mr. Big" (Carolyn Franklin, T. White) - 2:40
  - 1968年4月15日録音。
8. トーク・トゥ・ミー、トーク・トゥ・ミー - "Talk to Me, Talk to Me" (Joe Seneca) - 3:29
  - 1968年9月23日録音。
9. ザ・フール・オン・ザ・ヒル - "The Fool on the Hill" (John Lennon, Paul McCartney) - 3:30
  - 1969年1月9日録音。
10. プレッジング・マイ・ラヴ/ザ・クロック - "Pledging My Love/The Clock" (Don Robey, Ferdinand Washington / John Alexander, David Mattis) - 4:13
  - 1969年1月9日録音、同年7月10日発売のシングル「シェア・ユア・ラヴ・ウィズ・ミー」のB面曲として発表された[4]。
11. ユア・テイキング・アップ・アナザー・マンズ・プレイス - "You're Taking Up Another Man's Place" (Isaac Hayes, David Porter) - 3:29
  - 1969年5月26日録音、1986年発売のコンピレーション・アルバム『Atlantic Blues: Vocalists』で発表された[4]。
12. ユー・キープ・ミー・ハンギング・オン - "You Keep Me Hangin' On" (Brian Holland, Lamont Dozier, Eddie Holland) - 3:09
  - 1969年10月3日録音。
13. アイム・トライング・トゥ・オーヴァーカム - "I'm Trying to Overcome" (A. Franklin) - 5:06
  - 1969年10月3日録音。
14. マイ・ウェイ - "My Way" (Paul Anka, Claude François, Jacques Revaux, Gilles Thibaut) - 4:08
  - 1970年3月10日録音、2006年発売のコンピレーション・アルバム『Atlantic Unearthed: Soul Sisters』で発表された[4]。
15. マイ・カップ・ラニース・オーヴァー - "My Cup Runneth Over" (Tom Jones, Harvey Schmidt) - 3:21
  - 1970年8月12日録音。
16. ユア・オール・アイ・ニード・トゥ・ゲット・バイ（テイク1） - "You're All I Need to Get By (Take 1)" (Nickolas Ashford, Valerie Simpson) - 0:42
  - 1970年10月29日 - 11月2日録音。
17. ユア・オール・アイ・ニード・トゥ・ゲット・バイ（テイク2） - "You're All I Need to Get By (Take 2)" (N. Ashford, V. Simpson) - 3:36
  - 1970年10月29日 - 11月2日録音。
18. リーン・オン・ミー - "Lean on Me" (Joe Cobb, V. McCoy) - 4:37
  - 1971年1月27日録音、同年7月9日発売のシングル「スパニッシュ・ハーレム」のB面曲として発表された[4]。

### ディスク2
1. ロック・ステディ - "Rock Steady" (A. Franklin) - 4:30
  - 1971年2月16日録音。同年10月11日にシングルA面曲として発表された曲の別ミックスで、このヴァージョンは2006年発売のコンピレーション・アルバム『What It Is! Funky Soul and Rare Grooves (1967-1977)』で発表された[4]。
2. アイ・ニード・ア・ストロング・マン - "I Need a Strong Man (The To-To Song)" - 3:56
  - 1971年2月18日 - 19日録音。
3. ヘヴンリ・ファーザー - "Heavenly Father" (Edna McGriff) - 5:37
  - 1971年2月18日 - 19日録音。
4. スウィーテスト・スマイル・アンド・ザ・ファンキエスト・スタイル - "Sweetest Smile and the Funkiest Style" - 3:47
  - 1972年4月 - 5月録音。
5. ディス・イズ - "This Is" - 3:36
  - 1972年4月 - 5月録音。
6. トゥリー・オブ・ライフ - "Tree of Life" (Gene McDaniels) - 5:12
  - 1972年4月 - 5月録音。
7. ドゥ・ユー・ノウ - "Do You Know" - 2:48
  - 1972年4月 - 5月録音。
8. キャン・ユー・ラヴ・アゲイン - "Can You Love Again" - 2:40
  - 1972年4月 - 5月録音。
9. アイ・ウォント・トゥ・ビー・ウィズ・ユー - "I Want to Be with You" (Lee Adams, Charles Strouse) - 6:02
  - 1972年4月 - 5月録音。
10. スーザン - "Suzanne" (Leonard Cohen) - 5:13
  - 1972年4月 - 5月録音。
11. ザッツ・ザ・ウェイ・アイ・フィール・アバウト・チャ - "That's the Way I Feel About Cha (Alternate Version)" (Bobby Womack, Joe Hicks, John Grisby) - 5:45
  - 1972年8月録音。
12. エイント・バット・ジ・ワン - "Ain't But the One" (Duke Ellington) - 6:07
  - 1973年1月10日 - 11日録音、CBSテレビの特別番組『Duke Ellington… We Love You Madly』より[4]。
13. ザ・ハッピー・ブルース - "The Happy Blues" - 2:28
  - 1973年3月24日録音。
14. アット・ラスト - "At Last" (Mack Gordon, Harry Warren) - 3:24
  - 1973年4月9日録音。
15. ラヴ・レターズ - "Love Letters" (Edward Heyman, Victor Young) - 4:02
  - 1973年4月9日録音。
16. アイム・イン・ラヴ - "I'm In Love (Alternate Vocal)" (B. Womack) - 3:01
  - 1973年4月9日録音。アルバム『輝く愛の世界』（1974年）収録曲だが、ボーカルは異なる[4]。
17. アー・ユー・リーヴィング・ミー - "Are You Leaving Me" - 4:22
  - 1970年代初頭に、ピアノ弾き語りにより録音されたデモ音源[4]。